# Militära grader
En tjänstegrad är i militärväsen en titel som anger en persons nivå i hierarkin. Generellt finns det fler personer som innehar en viss militär grad ju längre ner i hierarkin man kommer (så att de flesta följer order), och omvänt, färre personer längre upp (så att få ger order).

## Historisk översikt

### Romerska riket
Högre officerare
- Legatus Augusti pro praetore.Den kejserlige legaten förde befäl över två eller flera legioner och var tillika provinsguvernör. Han tillhörde senatorsklassen. Kan jämföras med fältmarskalk (se nedan).
- Legatus legionis, Legion Legate. Legionslegaten förde befäl över legionen. Han förde också befäl över hjälptrupperna, fast de inte ingick i legionen. Han tillhörde senatorsklassen, utom i Egypten där inga senatorer fick vistas. Kan jämföras med en general.
- Tribunus laticlavius. Den högre militärtribunen var ställföreträdande legionsbefälhavare, han tillhörde senatorsklassen. Kan jämföras med en generallöjtnant.
- Praefectus castrorum. Lägerprefekten var andre ställföreträdande legionsbefälhavare med ansvar för utbildning, inre tjänst, underhållstjänsten, disciplinen, vakthållningen med mera. Han var en befordrad centurion med tjugofem års tjänst. Kan jämföras med en generalmajor.
- Tribuni angusticlavii. Det fanns fem militärtribuner i varje legion. De var stabsofficerare vilka kom från riddarklassen.[1] Kan jämföras med en stabsöverste.

Centurioner
- Primus pilus. Det var den högsta centurionsgraden. Han förde i strid befäl över den första kohorten. Efter sin tjänstetid kunde han befordras till lägerprefekt (se ovan). Denna grad tjänade 60 soldatlöner. Kan jämföras med en överste.
- Pilus prior förde befälet över de nio centuriorna i första ledet och i strid även hela cohorten. Den första centurian och den första cohorten stod dock under befäl av primus pilus. Kan jämföras med överstelöjtnanter.
- Primi ordines var de fyra centurionerna i den första cohorten. Första centurian stod dock under befäl av primus pilus (se ovan). Denna grad tjänade 30 gånger en soldatlön. Kan jämföras med majorer.
- De övriga centurionerna förde befälet över resterande centurior. Kan jämföras med kaptener.

Lägre befäl
- Evocatus var en soldat som tjänat sina tjugofem tjänsteår och nu tjänstgjorde som stabsspecialist och instruktör.
- Optio var ställföreträdande centurion. Denna grad hade dubbel soldatlön.[2] Kan jämföras med en löjtnant.
- Signifer förde centurians fälttecken. Kan jämföras med en fänrik.
- Tesserarius var vaktchef, en för varje centuria. Var options ställföreträdare. Denna grad tjänade halvannan gång så mycket som en soldat. Kan jämföras med en sergeant (se nedan).
- Decanus var chef för ett tältlag om tio man, den minsta enheten i den romerska armén. Kan jämföras med en korpral.

### Under Trettioåriga kriget
Under Trettioåriga kriget, då stora arméer existerade under mycket lång tid och militärorganisationerna började bli permanenta liksom hos romarna, uppstod flera tydligt urskiljbara nivåer bland den militära personalen: överstar (chefer över ett regemente som i detta sammanhang skall ses som en självständig juridisk person, förutom att det var en självständig militär enhet på 500–1500 personer), överstelöjtnanter (överstens biträde), kaptener (chefer över kompanier, nästa lägre halvsjälvständiga enhet inom regementet, på 50–100 man), löjtnanter (kaptenens biträde), fänrikar (fanförare på ett kompani). Vidare uppstod nivåer bland de lägre militärerna inom kompanierna och skvadronerna samt vid kanonerna vid artilleriet: fältväblar – för de lägre fotsoldaternas (knektarnas) direkta hantering; styckjunkare – som ansvarade för en kanon och dess servis; sergeanter – fältväbelns biträde; förare, fänrikens biträde som fanförare; furir (av franskans fourier) som ansvarade för furagering, det vill säga underhållstjänsten; rustmästare som hade hand om kompaniets vapen. Enligt tiden sed benämndes personer som lämnat militärtjänsten även fortsättningsvis som fänrik X eller korpral Y.

## De militära gradernas ursprung

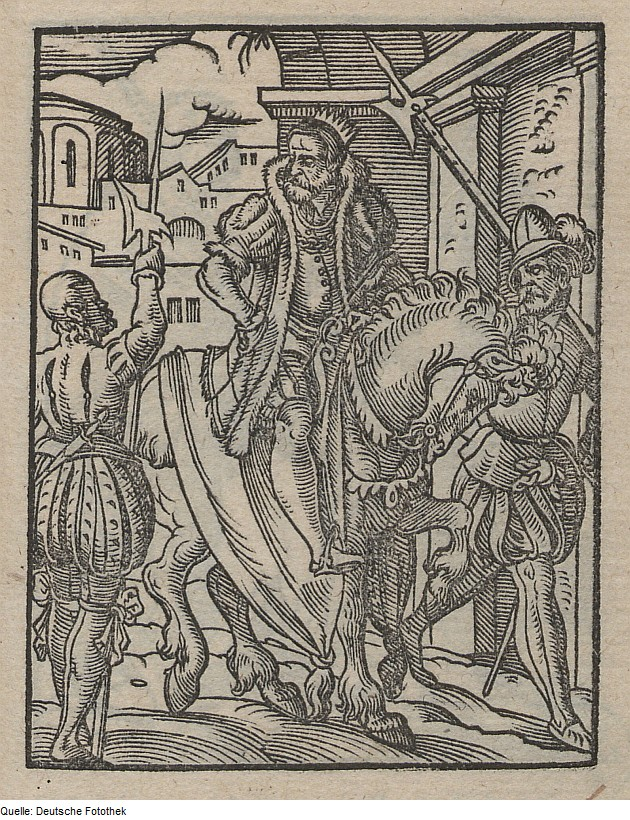
General

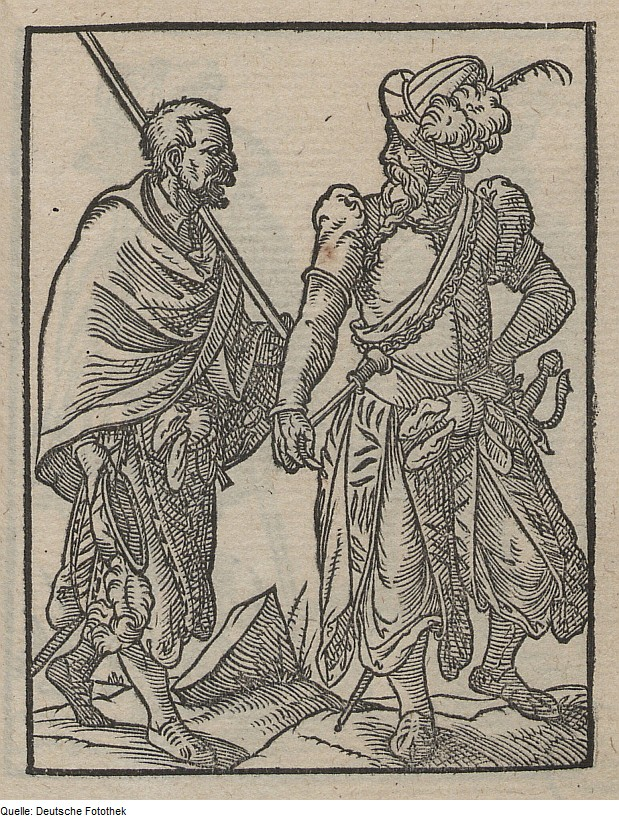
Hövitsman

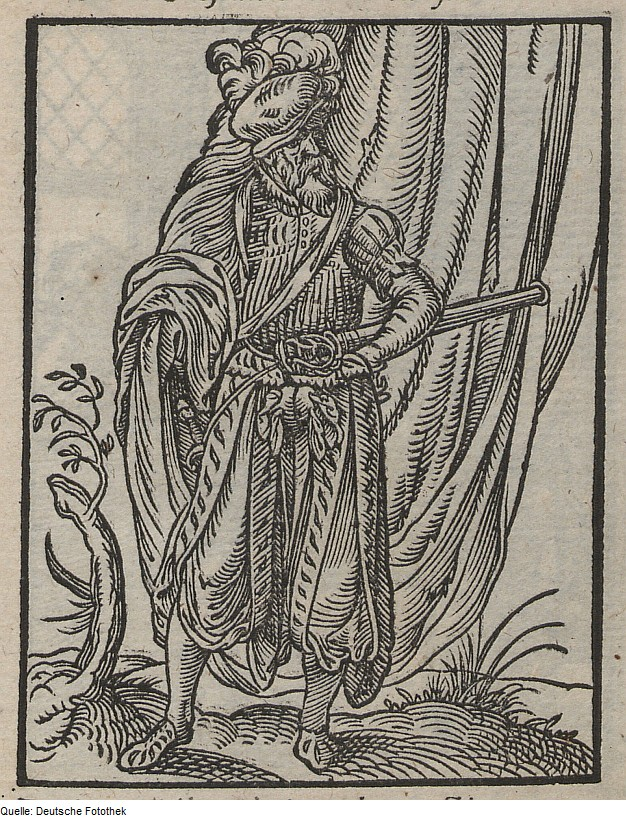
Fänrik

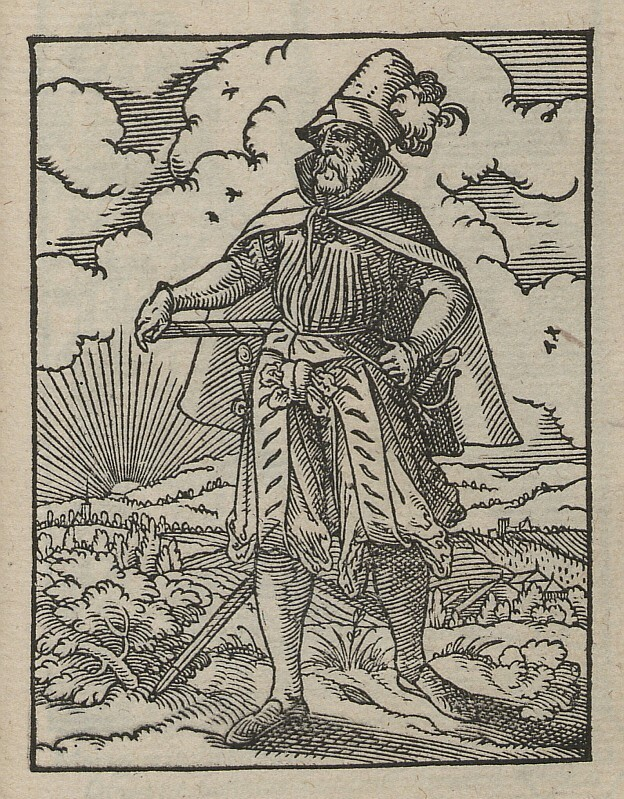
Fältväbel

De moderna militära graderna uppkom i de europeiska landsknektsarméerna och i de tidigaste statsarméerna och var ursprungligen funktionella benämningar på chefer, ställföreträdare och stabschefer för förband av olika storlek. De har bevarats över tiden och genom den europeiska globala expansionen förts vidare till världens alla arméer. Det finns en internationellt erkänd hierarki av officersgrader, med tre eller fyra generalsgrader, tre regementsofficersgrader och tre kompaniofficersgrader. I vissa länder finns fler grader, men de kan vanligen utan svårighet föras in i den internationella hierarkin. Regements- och kompaniofficersgraderna har i stort sett bevarats oförändrade sedan början på 1600-talet. För övriga grader (underofficer, underbefäl, manskap) finns inte någon internationellt erkänd hierarki och den ursprungliga hierarkiska strukturen har genomgått många olika förändringar i de skilda nationella arméerna.

### Grundläggande terminologi
Några grundläggande termer vid det militära gradsystemets ursprungliga utformning var:
- General = allmän, det vill säga högste; från latinets generalis, "berörande alla".[3]
- Major = högre; från medeltidslatinets major, 'chef', 'magnat', 'högre person'.[4]
- Kapten = överhuvud, det vill säga chef; från franska capitaine, i sin tur härledd från senlatinets capitaneus, 'chef', ytterst från latinets caput, 'huvud', 'överhuvud'.[5]
- Löjtnant = ställföreträdare; från franskans lieu tenant, 'ställföreträdare'.[6]
- Fänrik = från holländska 'vaandrigh' (äldre svenska: 'fänikedragare'), fanförare.
- Armé = flera regementen.
- Regemente = flera kompanier. Regementet kallades även colonna och tercio.
- Kompani = ursprungligen den grundläggande taktiska enheten (fänikan).

### Etymologi och utveckling
| Grad            | Ursprung                                                                                  | Anmärkning |
| --------------- | ----------------------------------------------------------------------------------------- | --- |
| Fältmarskalk    | Maréchal                                                                                  | I de medeltida arméerna var marskalken chef för kavalleriet och ställföreträdande överbefälhavare under kungen och konnetabeln eller riksmarsken. |
| General         | Capitaine général Captain General Överste fälthövitsman Fältöverste                       | Högste chefen för en fältarmé. |
| Generallöjtnant | Lieutenant General                                                                        | Högste chefens ställföreträdare. |
| Generalmajor    | Överstevaktmästare Sergeant Major General Generalwachtmeister Sergent général de bataille | Arméns stabschef; ansvarig för arméns vakttjänst och för dess stridsgruppering. |
| Brigadgeneral   | Brigadier General Brigadier Général de Brigade                                            | Brigadchef, en senare befattning som kom med den första brigadindelningen. |
| Överste         | Överste hövitsman Oberster Hauptmann (Obrist) Colonel                                     | Chef för ett regemente. Ursprungligen chef för en kolonn (colonna). |
| Överstelöjtnant | Lieutenant Colonel Obristleutnant                                                         | Regementschefens ställföreträdare. |
| Major           | Övervaktmästare Obristwachtmeister Sergeant Major                                         | Regementets stabschef; ansvarig för regementets vakttjänst |
| Kapten          | Hövitsman Hauptmann Capitaine                                                             | Chef för en fänika eller ett kompani. |
| Löjtnant        | Lieutenant                                                                                | Kompanichefens ställföreträdare. |
| Underlöjtnant   | Sous-lieutenant                                                                           | Senare alternativ för lägsta officersgraden (när fänrik fick annan betydelse) i vissa arméer, eller för grad mellan löjtnant och fänrik. |
| Fänrik          | Enseigne Ensign Fähnrich                                                                  | Fanförare, lägsta officersgraden. |
| Sergeant        | Feldwebel Wachtmeister Sergent                                                            | Sergents d’armes eller Serviens ad Arma var de medeltida beridna yrkessoldaterna och som sådana med högre status än fotsoldaterna. Sergeanten ansvarade för kompaniets vakttjänstgöring i landsknektsarméerna. Grunden för de senare underofficersgraderna. |
| Korpral         | Caporal Korporal                                                                          | Capo corporale var överhuvud för en mindre styrka. Lägsta befälsgraden. |
| Gefreite        | Rotemästare Gefreiter Appointé Anspessade                                                 | Kvalificerad soldat som var befriad från handräckningstjänst. Arvtagare till landsknektsarméernas doppelsöldner. Blev senare vicekorpral. |
| Menig           | Gemen Gemeiner Private soldier                                                            | Den vanliga soldaten. |

## Övriga grader
| Nato-kod                   | OR-9                                                        | OR-9                                                        | OR-9                                          | OR-9                                          | OR-9                                | OR-9                                | OR-8                                               | OR-8                                   | OR-7                                   | OR-7                                              | OR-6                                              | OR-6                                              | OR-6                                              | OR-6                                              | OR-6                                              | OR-6                                 | OR-5                         | OR-5                            | OR-5                            | OR-5                         | OR-5                            | OR-5                            | OR-4                                 | OR-4                        | OR-3                             | OR-3                                                             | OR-2                                                             | OR-2                                                             | OR-2                                                             | OR-2                                                             | OR-2                                                             | OR-2                                                         | OR-1                                                       |
| -------------------------- | ----------------------------------------------------------- | ----------------------------------------------------------- | --------------------------------------------- | --------------------------------------------- | ----------------------------------- | ----------------------------------- | -------------------------------------------------- | -------------------------------------- | -------------------------------------- | ------------------------------------------------- | ------------------------------------------------- | ------------------------------------------------- | ------------------------------------------------- | ------------------------------------------------- | ------------------------------------------------- | ------------------------------------ | ---------------------------- | ------------------------------- | ------------------------------- | ---------------------------- | ------------------------------- | ------------------------------- | ------------------------------------ | --------------------------- | -------------------------------- | ---------------------------------------------------------------- | ---------------------------------------------------------------- | ---------------------------------------------------------------- | ---------------------------------------------------------------- | ---------------------------------------------------------------- | ---------------------------------------------------------------- | ------------------------------------------------------------ | ---------------------------------------------------------- |
| Tyskland                   |                                                             |                                                             |                                               |                                               |                                     |                                     |                                                    |                                        |                                        |                                                   |                                                   |                                                   |                                                   |                                                   |                                                   |                                      |                              |                                 |                                 |                              |                                 |                                 |                                      |                             |                                  |                                                                  |                                                                  |                                                                  |                                                                  |                                                                  |                                                                  |                                                              |                                                            |
| Oberstabsfeldwebel         | Oberstabsfeldwebel                                          | Oberstabsfeldwebel                                          | Oberstabsfeldwebel                            | Oberstabsfeldwebel                            | Oberstabsfeldwebel                  | Stabsfeldwebel                      | Oberfähnrich (Offizieranwärter)                    | Hauptfeldwebel                         | Hauptfeldwebel                         | Oberfeldwebel                                     | Oberfeldwebel                                     | Fähnrich (Offizieranwärter)                       | Fähnrich (Offizieranwärter)                       | Feldwebel                                         | Feldwebel                                         | Stabsunterofizier                    | Stabsunterofizier            | Fahnenjunker (Offizieranwärter) | Fahnenjunker (Offizieranwärter) | Unteroffizier                | Unteroffizier                   | Oberstabsgefreiter              | Stabsgefreiter                       | Hauptgefreiter              | Obergefreiter                    | Gefreiter (Offizieranwärter)                                     | Gefreiter (Offizieranwärter)                                     | Gefreiter (Unteroffizieranwärter)                                | Gefreiter (Unteroffizieranwärter)                                | Gefreiter                                                        | Gefreiter                                                        | Schütze, Kanonier, Jäger, Grenadier, [...]                   |                                                            |
| Belgien                    |                                                             |                                                             |                                               |                                               |                                     |                                     |                                                    |                                        |                                        |                                                   |                                                   |                                                   |                                                   |                                                   |                                                   |                                      |                              |                                 |                                 |                              |                                 |                                 |                                      |                             |                                  |                                                                  |                                                                  |                                                                  |                                                                  |                                                                  |                                                                  |                                                              | Utan gradbeteckning                                        |
| Belgien                    | Adjudant-Major Adjudant-Majoor                              | Adjudant-Major Adjudant-Majoor                              | Adjudant-Major Adjudant-Majoor                | Adjudant-chef                                 | Adjudant-chef                       | Adjudant-chef                       | Adjudant                                           | Adjudant                               | 1er sergent-major 1ste sergeant-majoor | 1er sergent-major 1ste sergeant-majoor            | 1er sergent-chef 1ste sergeant-chef               | 1er sergent-chef 1ste sergeant-chef               | 1er sergent-chef 1ste sergeant-chef               | 1er sergent 1ste sergeant                         | 1er sergent 1ste sergeant                         | 1er sergent 1ste sergeant            | Sergent Sergeant             | Sergent Sergeant                | Sergent Sergeant                | Sergent Sergeant             | Sergent Sergeant                | Sergent Sergeant                | 1er caporal-chef 1ste korporaal-chef | Caporal-chef Korporaal-chef | Caporal Kaporaal                 | Caporal Kaporaal                                                 | 1er soldat 1ste soldaat                                          | 1er soldat 1ste soldaat                                          | 1er soldat 1ste soldaat                                          | 1er soldat 1ste soldaat                                          | 1er soldat 1ste soldaat                                          | 1er soldat 1ste soldaat                                      | Private Recruit Soldat recure                              |
| Bulgarien                  |                                                             |                                                             |                                               |                                               |                                     |                                     | Utan motsvarighet                                  | Utan motsvarighet                      |                                        |                                                   |                                                   |                                                   |                                                   |                                                   |                                                   |                                      |                              |                                 |                                 |                              |                                 |                                 |                                      |                             | Utan motsvarighet                | Utan motsvarighet                                                | Utan motsvarighet                                                | Utan motsvarighet                                                | Utan motsvarighet                                                | Utan motsvarighet                                                | Utan motsvarighet                                                | Utan motsvarighet                                            |                                                            |
| Bulgarien                  | старшина                                                    | старшина                                                    | старшина                                      | старшина                                      | старшина                            | старшина                            | Utan motsvarighet                                  | Utan motsvarighet                      | старши сержант                         | старши сержант                                    | сержант                                           | сержант                                           | сержант                                           | сержант                                           | сержант                                           | сержант                              | младши сержант               | младши сержант                  | младши сержант                  | младши сержант               | младши сержант                  | младши сержант                  | ефрейтор                             | ефрейтор                    | Utan motsvarighet                | Utan motsvarighet                                                | Utan motsvarighet                                                | Utan motsvarighet                                                | Utan motsvarighet                                                | Utan motsvarighet                                                | Utan motsvarighet                                                | Utan motsvarighet                                            | редник                                                     |
| Kanada                     |                                                             |                                                             |                                               |                                               |                                     |                                     |                                                    |                                        |                                        |                                                   |                                                   |                                                   |                                                   |                                                   |                                                   |                                      |                              |                                 |                                 |                              |                                 |                                 |                                      |                             |                                  |                                                                  | Utan gradbeteckning                                              | Utan gradbeteckning                                              | Utan gradbeteckning                                              | Utan gradbeteckning                                              | Utan gradbeteckning                                              | Utan gradbeteckning                                          | Utan gradbeteckning                                        |
| Kanada                     | Command Chief Warrant Officer Adjudant-chef du commandement | Command Chief Warrant Officer Adjudant-chef du commandement | Base Chief Warrant Officer Adjudant-chef base | Base Chief Warrant Officer Adjudant-chef base | Chief Warrant Officer Adjudant-chef | Chief Warrant Officer Adjudant-chef | Master Warrant Officer Adjudant-maître             | Master Warrant Officer Adjudant-maître | Warrant Officer Adjudant               | Warrant Officer Adjudant                          | Sergeant Sergent                                  | Sergeant Sergent                                  | Sergeant Sergent                                  | Sergeant Sergent                                  | Sergeant Sergent                                  | Sergeant Sergent                     | Master Corporal Caporal-chef | Master Corporal Caporal-chef    | Master Corporal Caporal-chef    | Master Corporal Caporal-chef | Master Corporal Caporal-chef    | Master Corporal Caporal-chef    | Corporal Caporal                     | Corporal Caporal            | Trained Private Soldat           | Trained Private Soldat                                           | Private Basic                                                    | Private Basic                                                    | Private Basic                                                    | Private Basic                                                    | Private Basic                                                    | Private Basic                                                | Private (Recruit) Soldat (recrue)                          |
| Danmark                    |                                                             |                                                             |                                               |                                               |                                     |                                     |                                                    |                                        |                                        |                                                   | Utan motsvarighet                                 | Utan motsvarighet                                 | Utan motsvarighet                                 | Utan motsvarighet                                 | Utan motsvarighet                                 | Utan motsvarighet                    |                              |                                 |                                 |                              |                                 |                                 |                                      |                             |                                  |                                                                  |                                                                  |                                                                  |                                                                  |                                                                  |                                                                  |                                                              |                                                            |
| Danmark                    | Chefsergent                                                 | Chefsergent                                                 | Chefsergent                                   | Chefsergent                                   | Chefsergent                         | Chefsergent                         | Seniorsergent                                      | Seniorsergent                          | Oversergent                            | Oversergent                                       | Utan motsvarighet                                 | Utan motsvarighet                                 | Utan motsvarighet                                 | Utan motsvarighet                                 | Utan motsvarighet                                 | Utan motsvarighet                    | Sergent                      | Sergent                         | Sergent                         | Værnepligtig sergent         | Værnepligtig sergent            | Værnepligtig sergent            | Korporal                             | Korporal                    | Overkonstabel af 1. grad         | Overkonstabel af 1. grad                                         | Overkonstabel                                                    | Overkonstabel                                                    | Overkonstabel                                                    | Overkonstabel                                                    | Overkonstabel                                                    | Overkonstabel                                                | Konstabel                                                  |
| Slovakien (yrkesmilitärer) |                                                             |                                                             |                                               |                                               |                                     |                                     |                                                    |                                        |                                        |                                                   |                                                   |                                                   |                                                   |                                                   |                                                   |                                      |                              |                                 |                                 |                              |                                 |                                 |                                      |                             |                                  |                                                                  | Utan motsvarighet                                                | Utan motsvarighet                                                | Utan motsvarighet                                                | Utan motsvarighet                                                | Utan motsvarighet                                                | Utan motsvarighet                                            |                                                            |
| Slovakien (yrkesmilitärer) | nadpraporčík                                                | nadpraporčík                                                | praporčík                                     | praporčík                                     | podpraporčík                        | podpraporčík                        | štábný rotmajster                                  | nadrotmajster                          | rotmajster                             | rotmajster                                        | rotný                                             | rotný                                             | rotný                                             | rotný                                             | rotný                                             | rotný                                | čatár                        | čatár                           | čatár                           | čatár                        | čatár                           | čatár                           | desiatnik                            | desiatnik                   | slobodník                        | slobodník                                                        | Utan motsvarighet                                                | Utan motsvarighet                                                | Utan motsvarighet                                                | Utan motsvarighet                                                | Utan motsvarighet                                                | Utan motsvarighet                                            | vojak                                                      |
| Slovakien (värnpliktiga)   | Utan motsvarighet                                           | Utan motsvarighet                                           | Utan motsvarighet                             | Utan motsvarighet                             | Utan motsvarighet                   | Utan motsvarighet                   | Utan motsvarighet                                  | Utan motsvarighet                      | Utan motsvarighet                      | Utan motsvarighet                                 | Utan motsvarighet                                 | Utan motsvarighet                                 | Utan motsvarighet                                 | Utan motsvarighet                                 | Utan motsvarighet                                 | Utan motsvarighet                    |                              |                                 |                                 |                              |                                 |                                 |                                      |                             |                                  |                                                                  | Utan motsvarighet                                                | Utan motsvarighet                                                | Utan motsvarighet                                                | Utan motsvarighet                                                | Utan motsvarighet                                                | Utan motsvarighet                                            |                                                            |
| Slovakien (värnpliktiga)   | Utan motsvarighet                                           | Utan motsvarighet                                           | Utan motsvarighet                             | Utan motsvarighet                             | Utan motsvarighet                   | Utan motsvarighet                   | Utan motsvarighet                                  | Utan motsvarighet                      | Utan motsvarighet                      | Utan motsvarighet                                 | Utan motsvarighet                                 | Utan motsvarighet                                 | Utan motsvarighet                                 | Utan motsvarighet                                 | Utan motsvarighet                                 | Utan motsvarighet                    | čatár                        | čatár                           | čatár                           | čatár                        | čatár                           | čatár                           | desiatnik                            | desiatnik                   | slobodník                        | slobodník                                                        | Utan motsvarighet                                                | Utan motsvarighet                                                | Utan motsvarighet                                                | Utan motsvarighet                                                | Utan motsvarighet                                                | Utan motsvarighet                                            | vojak                                                      |
| Slovenien                  |                                                             |                                                             |                                               |                                               |                                     |                                     |                                                    |                                        |                                        |                                                   |                                                   |                                                   |                                                   |                                                   |                                                   |                                      |                              |                                 |                                 |                              |                                 |                                 |                                      |                             |                                  |                                                                  | Utan motsvarighet                                                | Utan motsvarighet                                                | Utan motsvarighet                                                | Utan motsvarighet                                                | Utan motsvarighet                                                | Utan motsvarighet                                            | Utan gradbeteckning                                        |
| Slovenien                  | višji štabni praporščak                                     | višji štabni praporščak                                     | štabni praporščak                             | štabni praporščak                             | višji praporščak                    | višji praporščak                    | praporščak                                         | praporščak                             | višji štabni vodnik                    | štabni vodnik                                     | višji vodnik                                      | višji vodnik                                      | višji vodnik                                      | višji vodnik                                      | višji vodnik                                      | višji vodnik                         | vodnik                       | vodnik                          | vodnik                          | vodnik                       | vodnik                          | vodnik                          | naddesetnik                          | desetnik                    | poddesetnik                      | poddesetnik                                                      | Utan motsvarighet                                                | Utan motsvarighet                                                | Utan motsvarighet                                                | Utan motsvarighet                                                | Utan motsvarighet                                                | Utan motsvarighet                                            | ???                                                        |
| Spanien                    |                                                             |                                                             |                                               |                                               |                                     |                                     |                                                    |                                        |                                        |                                                   |                                                   |                                                   |                                                   |                                                   |                                                   |                                      |                              |                                 |                                 |                              |                                 |                                 |                                      |                             |                                  |                                                                  |                                                                  |                                                                  |                                                                  |                                                                  |                                                                  |                                                              |                                                            |
| Suboficial mayor           | Suboficial mayor                                            | Suboficial mayor                                            | Subteniente                                   | Subteniente                                   | Subteniente                         | Brigada                             | Brigada                                            | Sargento primero                       | Sargento primero                       | Sargento                                          | Sargento                                          | Sargento                                          | Sargento                                          | Sargento                                          | Sargento                                          | Cabo mayor                           | Cabo mayor                   | Cabo mayor                      | Cabo mayor                      | Cabo mayor                   | Cabo mayor                      | Cabo primero                    | Cabo primero                         | Cabo                        | Cabo                             | Soldado de primera                                               | Soldado de primera                                               | Soldado de primera                                               | Soldado de primera                                               | Soldado de primera                                               | Soldado de primera                                               | Soldado                                                      |                                                            |
| USA (Armén)                |                                                             |                                                             |                                               |                                               |                                     |                                     |                                                    |                                        |                                        |                                                   |                                                   |                                                   |                                                   |                                                   |                                                   |                                      |                              |                                 |                                 |                              |                                 |                                 |                                      |                             |                                  |                                                                  |                                                                  |                                                                  |                                                                  |                                                                  |                                                                  |                                                              | Utan gradbeteckning                                        |
| USA (Armén)                | Sergeant Major of the Army                                  | Sergeant Major of the Army                                  | Command Sergeant Major                        | Command Sergeant Major                        | Sergeant Major                      | Sergeant Major                      | First Sergeant                                     | Master Sergeant                        | Sergeant First Class                   | Sergeant First Class                              | Staff Sergeant                                    | Staff Sergeant                                    | Staff Sergeant                                    | Staff Sergeant                                    | Staff Sergeant                                    | Staff Sergeant                       | Sergeant                     | Sergeant                        | Sergeant                        | Sergeant                     | Sergeant                        | Sergeant                        | Corporal                             | Specialist                  | Private First Class              | Private First Class                                              | Private E2                                                       | Private E2                                                       | Private E2                                                       | Private E2                                                       | Private E2                                                       | Private E2                                                   | Private E1                                                 |
| Estland                    |                                                             |                                                             |                                               |                                               |                                     |                                     |                                                    |                                        |                                        |                                                   |                                                   |                                                   |                                                   |                                                   |                                                   |                                      |                              |                                 |                                 |                              |                                 |                                 |                                      |                             |                                  |                                                                  |                                                                  |                                                                  |                                                                  |                                                                  |                                                                  |                                                              | Utan gradbeteckning                                        |
| Estland                    | Ülemveebel                                                  | Ülemveebel                                                  | Staabiveebel                                  | Staabiveebel                                  | Vanemveebel                         | Vanemveebel                         | Veebel                                             | Nooremveebel                           | Vanemseersant                          | Vanemseersant                                     | Seersant                                          | Seersant                                          | Seersant                                          | Seersant                                          | Seersant                                          | Seersant                             | Nooremseersant               | Nooremseersant                  | Nooremseersant                  | Nooremseersant               | Nooremseersant                  | Nooremseersant                  | Kapral                               | Kapral                      | ???                              |                                                                  |                                                                  |                                                                  |                                                                  |                                                                  |                                                                  |                                                              |                                                            |
| Frankrike                  |                                                             |                                                             |                                               |                                               |                                     |                                     |                                                    |                                        | Utan motsvarighet                      | Utan motsvarighet                                 |                                                   |                                                   |                                                   |                                                   |                                                   |                                      |                              |                                 |                                 | Utan motsvarighet            | Utan motsvarighet               | Utan motsvarighet               |                                      |                             |                                  |                                                                  |                                                                  |                                                                  |                                                                  |                                                                  |                                                                  |                                                              | Utan gradbeteckning                                        |
| Frankrike                  | Major                                                       | Major                                                       | Major                                         | Adjudant-chef                                 | Adjudant-chef                       | Adjudant-chef                       | Adjudant                                           | Adjudant                               | Utan motsvarighet                      | Utan motsvarighet                                 | Sergent-chef Maréchal-des-logis-chef              | Sergent-chef Maréchal-des-logis-chef              | Sergent-chef Maréchal-des-logis-chef              | Sergent-chef Maréchal-des-logis-chef              | Sergent-chef Maréchal-des-logis-chef              | Sergent-chef Maréchal-des-logis-chef | Sergent Maréchal-des-logis   | Sergent Maréchal-des-logis      | Sergent Maréchal-des-logis      | Sergent Maréchal-des-logis   | Sergent Maréchal-des-logis      | Sergent Maréchal-des-logis      | Caporal-chef Brigadier-chef          | Caporal-chef Brigadier-chef | Caporal Brigadier                | Caporal Brigadier                                                | Soldat de 1e classe                                              | Soldat de 1e classe                                              | Soldat de 1e classe                                              | Soldat de 1e classe                                              | Soldat de 1e classe                                              | Soldat de 1e classe                                          | Soldat de 2e classe                                        |
| Grekland                   |                                                             |                                                             |                                               |                                               |                                     |                                     |                                                    |                                        |                                        |                                                   |                                                   |                                                   |                                                   |                                                   |                                                   |                                      |                              |                                 |                                 |                              |                                 |                                 |                                      |                             |                                  |                                                                  | Utan motsvarighet                                                | Utan motsvarighet                                                | Utan motsvarighet                                                | Utan motsvarighet                                                | Utan motsvarighet                                                | Utan motsvarighet                                            | Utan gradbeteckning                                        |
| Grekland                   | Monimos archilochias                                        | Monimos archilochias                                        | Monimos archilochias                          | Monimos archilochias                          | Monimos archilochias                | Monimos archilochias                | Minimos epilochias                                 | Minimos epilochias                     | Monimos lochias                        | Monimos lochias                                   | Lochias                                           | Lochias                                           | Lochias                                           | Ephedros lochias - värnpliktig                    | Ephedros lochias - värnpliktig                    | Ephedros lochias - värnpliktig       | Decaneas                     | Decaneas                        | Ephedros decaneas               | Ephedros decaneas            | Ephedros decaneas - värnpliktig | Ephedros decaneas - värnpliktig | Ephedros ypoddekaneas                | ypoddekaneas - draftee      | Ephedros ypopsephios             | Ephedros ypopsephios                                             | Utan motsvarighet                                                | Utan motsvarighet                                                | Utan motsvarighet                                                | Utan motsvarighet                                                | Utan motsvarighet                                                | Utan motsvarighet                                            | Stratiotis                                                 |
| Nederländerna              |                                                             |                                                             |                                               |                                               |                                     |                                     |                                                    |                                        |                                        |                                                   |                                                   |                                                   |                                                   |                                                   |                                                   |                                      |                              |                                 |                                 |                              |                                 |                                 |                                      |                             |                                  |                                                                  |                                                                  |                                                                  |                                                                  |                                                                  |                                                                  |                                                              |                                                            |
| Adjudant/Vaandrig Kornet   | Adjudant/Vaandrig Kornet                                    | Adjudant/Vaandrig Kornet                                    | Adjudant/Vaandrig Kornet                      | Adjudant/Vaandrig Kornet                      | Adjudant/Vaandrig Kornet            | Adjudant/Vaandrig Kornet            | Adjudant/Vaandrig Kornet                           | Sergeant-majoor Opperwachtmeester      | Sergeant-majoor Opperwachtmeester      | Sergeant der 1e klasse Wachtmeester der 1e klasse | Sergeant der 1e klasse Wachtmeester der 1e klasse | Sergeant der 1e klasse Wachtmeester der 1e klasse | Sergeant der 1e klasse Wachtmeester der 1e klasse | Sergeant der 1e klasse Wachtmeester der 1e klasse | Sergeant der 1e klasse Wachtmeester der 1e klasse | Sergeant Wachtmeester                | Sergeant Wachtmeester        | Sergeant Wachtmeester           | Sergeant Wachtmeester           | Sergeant Wachtmeester        | Sergeant Wachtmeester           | Korporaal der 1e klasse         | Korporaal der 1e klasse              | Korporaal                   | Korporaal                        | Soldaat der 1e klasse Huzaar der 1e klass Kanonier der 1e klasse | Soldaat der 1e klasse Huzaar der 1e klass Kanonier der 1e klasse | Soldaat der 1e klasse Huzaar der 1e klass Kanonier der 1e klasse | Soldaat der 1e klasse Huzaar der 1e klass Kanonier der 1e klasse | Soldaat der 1e klasse Huzaar der 1e klass Kanonier der 1e klasse | Soldaat der 1e klasse Huzaar der 1e klass Kanonier der 1e klasse | Soldaat Huzaar Kanonier                                      |                                                            |
| Ungern                     |                                                             |                                                             |                                               |                                               |                                     |                                     |                                                    |                                        |                                        |                                                   |                                                   |                                                   |                                                   |                                                   |                                                   |                                      |                              |                                 |                                 |                              |                                 |                                 |                                      |                             |                                  |                                                                  | Utan motsvarighet                                                | Utan motsvarighet                                                | Utan motsvarighet                                                | Utan motsvarighet                                                | Utan motsvarighet                                                | Utan motsvarighet                                            |                                                            |
| Ungern                     | Főtörzszászlós                                              | Főtörzszászlós                                              | Főtörzszászlós                                | Főtörzszászlós                                | Főtörzszászlós                      | Főtörzszászlós                      | Törzszászlós                                       | Zászlós                                | Főtörzsőrmester                        | Főtörzsőrmester                                   | Törzsőrmester                                     | Törzsőrmester                                     | Törzsőrmester                                     | Törzsőrmester                                     | Törzsőrmester                                     | Törzsőrmester                        | Őrmester                     | Őrmester                        | Őrmester                        | Őrmester                     | Őrmester                        | Őrmester                        | Szakaszvezető                        | Tizedes                     | Őrvezető                         | Őrvezető                                                         | Utan motsvarighet                                                | Utan motsvarighet                                                | Utan motsvarighet                                                | Utan motsvarighet                                                | Utan motsvarighet                                                | Utan motsvarighet                                            | Honvéd                                                     |
| Italien                    |                                                             |                                                             |                                               |                                               |                                     |                                     |                                                    |                                        |                                        |                                                   |                                                   |                                                   |                                                   |                                                   |                                                   |                                      |                              |                                 |                                 |                              |                                 |                                 |                                      |                             |                                  |                                                                  |                                                                  |                                                                  |                                                                  |                                                                  |                                                                  |                                                              | Utan gradbeteckning                                        |
| Italien                    | Sergente Maggiore Capo                                      | Sergente Maggiore Capo                                      | Sergente Maggiore Capo                        | Sergente Maggiore                             | Sergente Maggiore                   | Sergente Maggiore                   | Sergente                                           | Sergente                               | Caporalmaggiore Capo Scelto            | Caporalmaggiore Capo Scelto                       | Caporalmaggiore Capo                              | Caporalmaggiore Capo                              | Caporalmaggiore Capo                              | Caporalmaggiore Capo                              | Caporalmaggiore Capo                              | Caporalmaggiore Capo                 | Caporalmaggiore Scelto       | Caporalmaggiore Scelto          | Caporalmaggiore Scelto          | Caporalmaggiore Scelto       | Caporalmaggiore Scelto          | Caporalmaggiore Scelto          | 1 Caporalmaggiore                    | Caporalmaggiore             | Caporale scelto                  | Caporale scelto                                                  | Caporale                                                         | Caporale                                                         | Caporale                                                         | Caporale                                                         | Caporale                                                         | Caporale                                                     | Soldato                                                    |
| Lettland                   |                                                             |                                                             |                                               |                                               |                                     |                                     |                                                    |                                        |                                        |                                                   |                                                   |                                                   |                                                   |                                                   |                                                   |                                      |                              |                                 |                                 |                              |                                 |                                 |                                      |                             |                                  |                                                                  | Utan motsvarighet                                                | Utan motsvarighet                                                | Utan motsvarighet                                                | Utan motsvarighet                                                | Utan motsvarighet                                                | Utan motsvarighet                                            |                                                            |
| Lettland                   | Vecākais virsniekvietnieks                                  | Vecākais virsniekvietnieks                                  | Vecākais virsniekvietnieks                    | Vecākais virsniekvietnieks                    | Vecākais virsniekvietnieks          | Vecākais virsniekvietnieks          | Virsniekvietnieks                                  | Virsniekvietnieks                      | Vecākais virsseržants                  | Vecākais virsseržants                             | Virsseržants                                      | Virsseržants                                      | Virsseržants                                      | Virsseržants                                      | Virsseržants                                      | Virsseržants                         | Seržants                     | Seržants                        | Seržants                        | Seržants                     | Seržants                        | Seržants                        | Kaprãlis                             | Kaprãlis                    | Dižkareivis                      | Dižkareivis                                                      | Utan motsvarighet                                                | Utan motsvarighet                                                | Utan motsvarighet                                                | Utan motsvarighet                                                | Utan motsvarighet                                                | Utan motsvarighet                                            | Kareivis                                                   |
| Litauen                    |                                                             |                                                             |                                               |                                               |                                     |                                     |                                                    |                                        |                                        |                                                   |                                                   |                                                   |                                                   |                                                   |                                                   |                                      |                              |                                 |                                 |                              |                                 |                                 |                                      |                             | Utan motsvarighet                | Utan motsvarighet                                                | Utan motsvarighet                                                | Utan motsvarighet                                                | Utan motsvarighet                                                | Utan motsvarighet                                                | Utan motsvarighet                                                | Utan motsvarighet                                            |                                                            |
| Litauen                    | Vyresnysis puskarininkis                                    | Vyresnysis puskarininkis                                    | Vyresnysis puskarininkis                      | Vyresnysis puskarininkis                      | Vyresnysis puskarininkis            | Vyresnysis puskarininkis            | Puskarininkis                                      | Jaunesnysis puskarininkis              | Virsila                                | Virsila                                           | Vyresnysis serzantaz                              | Vyresnysis serzantaz                              | Vyresnysis serzantaz                              | Vyresnysis serzantaz                              | Vyresnysis serzantaz                              | Vyresnysis serzantaz                 | Serzantaz                    | Serzantaz                       | Serzantaz                       | Jaunesnysis serzantas        | Jaunesnysis serzantas           | Jaunesnysis serzantas           | Grandinis                            | Grandinis                   | Utan motsvarighet                | Utan motsvarighet                                                | Utan motsvarighet                                                | Utan motsvarighet                                                | Utan motsvarighet                                                | Utan motsvarighet                                                | Utan motsvarighet                                                | Utan motsvarighet                                            | Eilinis                                                    |
| Norge                      | Utan motsvarighet                                           | Utan motsvarighet                                           | Utan motsvarighet                             | Utan motsvarighet                             | Utan motsvarighet                   | Utan motsvarighet                   | Utan motsvarighet                                  | Utan motsvarighet                      | Utan motsvarighet                      | Utan motsvarighet                                 | Utan motsvarighet                                 | Utan motsvarighet                                 | Utan motsvarighet                                 | Utan motsvarighet                                 | Utan motsvarighet                                 | Utan motsvarighet                    | Sersjant                     | Sersjant                        | Sersjant                        | Sersjant                     | Sersjant                        | Sersjant                        | Korporal                             | Korporal                    | Utan motsvarighet                | Utan motsvarighet                                                | Utan motsvarighet                                                | Utan motsvarighet                                                | Utan motsvarighet                                                | Utan motsvarighet                                                | Utan motsvarighet                                                | Utan motsvarighet                                            | Grenader Menig                                             |
| Polen                      |                                                             |                                                             |                                               |                                               |                                     |                                     |                                                    |                                        |                                        |                                                   |                                                   |                                                   |                                                   |                                                   |                                                   |                                      |                              |                                 |                                 |                              |                                 |                                 |                                      |                             |                                  |                                                                  | Utan motsvarighet                                                | Utan motsvarighet                                                | Utan motsvarighet                                                | Utan motsvarighet                                                | Utan motsvarighet                                                | Utan motsvarighet                                            |                                                            |
| Polen                      | Starszy sierżant sztabowy                                   | Starszy sierżant sztabowy                                   | Starszy sierżant sztabowy                     | Sierżant sztabowy                             | Sierżant sztabowy                   | Sierżant sztabowy                   | Starszy sierżant                                   | Starszy sierżant                       | Sierżant                               | Sierżant                                          | Starszy plutonowy                                 | Starszy plutonowy                                 | Starszy plutonowy                                 | Starszy plutonowy                                 | Starszy plutonowy                                 | Starszy plutonowy                    | Plutonowy                    | Plutonowy                       | Plutonowy                       | Plutonowy                    | Plutonowy                       | Plutonowy                       | Starszy kapral                       | Kapral                      | Starszy szeregowy                | Starszy szeregowy                                                | Szeregowy                                                        |                                                                  |                                                                  |                                                                  |                                                                  |                                                              |                                                            |
| Portugal                   |                                                             |                                                             |                                               |                                               |                                     |                                     |                                                    |                                        |                                        |                                                   |                                                   |                                                   |                                                   |                                                   |                                                   |                                      |                              |                                 |                                 |                              |                                 |                                 |                                      |                             |                                  |                                                                  |                                                                  |                                                                  |                                                                  |                                                                  |                                                                  |                                                              |                                                            |
| Sargento-mor               | Sargento-mor                                                | Sargento-mor                                                | Sargento-mor                                  | Sargento-mor                                  | Sargento-mor                        | Sargento-chefe                      | Sargento-chefe                                     | Sargento-ajudante                      | Sargento-ajudante                      | Primeiro-sargento                                 | Primeiro-sargento                                 | Primeiro-sargento                                 | Primeiro-sargento                                 | Primeiro-sargento                                 | Primeiro-sargento                                 | Segundo-sargento                     | Segundo-sargento             | Furriel                         | Furriel                         | Segundo-furriel              | Segundo-furriel                 | Cabo-adjunto                    | Cabo-adjunto                         | Primeiro-cabo               | Primeiro-cabo                    | Segundo-cabo                                                     | Segundo-cabo                                                     | Segundo-cabo                                                     | Segundo-cabo                                                     | Segundo-cabo                                                     | Segundo-cabo                                                     | Soldado                                                      |                                                            |
| Storbritannien             |                                                             |                                                             |                                               |                                               |                                     |                                     |                                                    |                                        |                                        |                                                   |                                                   |                                                   |                                                   |                                                   |                                                   |                                      |                              |                                 |                                 |                              |                                 |                                 |                                      |                             |                                  |                                                                  | Utan gradbeteckning                                              | Utan gradbeteckning                                              | Utan gradbeteckning                                              | Utan gradbeteckning                                              | Utan gradbeteckning                                              | Utan gradbeteckning                                          | Utan gradbeteckning                                        |
| Storbritannien             | Warrant Officer Class One (Conductor)                       | Warrant Officer Class One (Conductor)                       | Warrant Officer Class One (Conductor)         | Warrant Officer Class One                     | Warrant Officer Class One           | Warrant Officer Class One           | Warrant Officer Class Two (Quartermaster Sergeant) | Warrant Officer Class Two              | Staff Sergeant/ Colour Sergeant        | Staff Sergeant/ Colour Sergeant                   | Sergeant                                          | Sergeant                                          | Sergeant                                          | Sergeant                                          | Sergeant                                          | Sergeant                             | Sergeant                     | Sergeant                        | Sergeant                        | Sergeant                     | Sergeant                        | Sergeant                        | Corporal/ Bombardier                 | Corporal/ Bombardier        | Lance Corporal/ Lance Bombardier | Lance Corporal/ Lance Bombardier                                 | Private classes 1-3 or equivalent regiment/corps alternative     | Private classes 1-3 or equivalent regiment/corps alternative     | Private classes 1-3 or equivalent regiment/corps alternative     | Private classes 1-3 or equivalent regiment/corps alternative     | Private classes 1-3 or equivalent regiment/corps alternative     | Private classes 1-3 or equivalent regiment/corps alternative | Private 4th class or equivalent regiment/corps alternative |
| Tjeckien                   |                                                             |                                                             |                                               |                                               |                                     |                                     |                                                    |                                        |                                        |                                                   |                                                   |                                                   |                                                   |                                                   |                                                   |                                      |                              |                                 |                                 |                              |                                 |                                 |                                      |                             |                                  |                                                                  | Utan motsvarighet                                                | Utan motsvarighet                                                | Utan motsvarighet                                                | Utan motsvarighet                                                | Utan motsvarighet                                                | Utan motsvarighet                                            |                                                            |
| Tjeckien                   | štábní praporčík                                            | štábní praporčík                                            | nadpraporčík                                  | nadpraporčík                                  | praporčík                           | praporčík                           | podpraporčík                                       | štábní rotmistr                        | nadrotmistr                            | nadrotmistr                                       | rotmistr                                          | rotmistr                                          | rotmistr                                          | rotmistr                                          | rotmistr                                          | rotmistr                             | rotný                        | rotný                           | rotný                           | četař                        | četař                           | četař                           | desátník                             | desátník                    | svobodník                        | svobodník                                                        | Utan motsvarighet                                                | Utan motsvarighet                                                | Utan motsvarighet                                                | Utan motsvarighet                                                | Utan motsvarighet                                                | Utan motsvarighet                                            | vojín                                                      |
| Rumänien                   |                                                             |                                                             |                                               |                                               |                                     |                                     |                                                    |                                        |                                        |                                                   |                                                   |                                                   |                                                   |                                                   |                                                   |                                      |                              |                                 |                                 |                              |                                 |                                 |                                      |                             |                                  |                                                                  | Utan motsvarighet                                                | Utan motsvarighet                                                | Utan motsvarighet                                                | Utan motsvarighet                                                | Utan motsvarighet                                                | Utan motsvarighet                                            |                                                            |
| Rumänien                   | Sergeant Major                                              | Sergeant Major                                              | Sergeant Major                                | Sergeant Major                                | Sergeant Major                      | Sergeant Major                      | Master Sergeant                                    | Master Sergeant                        | Sergeant 1st Class                     | Sergeant 1st Class                                | Staff Sergeant                                    | Staff Sergeant                                    | Staff Sergeant                                    | Junior Staff Sergeant                             | Junior Staff Sergeant                             | Junior Staff Sergeant                | Sergeant                     | Sergeant                        | Sergeant                        | Sergeant                     | Sergeant                        | Sergeant                        | Corporal                             | Corporal                    | Lance Corporal                   | Lance Corporal                                                   | Utan motsvarighet                                                | Utan motsvarighet                                                | Utan motsvarighet                                                | Utan motsvarighet                                                | Utan motsvarighet                                                | Utan motsvarighet                                            | Private                                                    |
| Turkiet                    |                                                             |                                                             |                                               |                                               |                                     |                                     |                                                    |                                        |                                        |                                                   |                                                   |                                                   |                                                   |                                                   |                                                   |                                      |                              |                                 |                                 |                              |                                 |                                 |                                      |                             | Utan motsvarighet                | Utan motsvarighet                                                | Utan motsvarighet                                                | Utan motsvarighet                                                | Utan motsvarighet                                                | Utan motsvarighet                                                | Utan motsvarighet                                                | Utan motsvarighet                                            | Utan gradbeteckning                                        |
| Turkiet                    | Kıdemli Başçavuş                                            | Kıdemli Başçavuş                                            | Kıdemli Başçavuş                              | Kıdemli Başçavuş                              | Kıdemli Başçavuş                    | Kıdemli Başçavuş                    | Başçavuş                                           | Başçavuş                               | Kıdemli Üstçavuş                       | Üstçavuş                                          | Kıdemli Çavuş                                     | Kıdemli Çavuş                                     | Kıdemli Çavuş                                     | Astsubay Çavuş                                    | Astsubay Çavuş                                    | Astsubay Çavuş                       | Uzman Çavuş                  | Uzman Çavuş                     | Uzman Çavuş                     | Çavuş                        | Çavuş                           | Çavuş                           | Uzman Onbaşı                         | Onbaşı                      | Utan motsvarighet                | Utan motsvarighet                                                | Utan motsvarighet                                                | Utan motsvarighet                                                | Utan motsvarighet                                                | Utan motsvarighet                                                | Utan motsvarighet                                                | Utan motsvarighet                                            | Er                                                         |
| Nato-kod                   | OR-9                                                        | OR-9                                                        | OR-9                                          | OR-9                                          | OR-9                                | OR-9                                | OR-8                                               | OR-8                                   | OR-7                                   | OR-7                                              | OR-6                                              | OR-6                                              | OR-6                                              | OR-6                                              | OR-6                                              | OR-6                                 | OR-5                         | OR-5                            | OR-5                            | OR-5                         | OR-5                            | OR-5                            | OR-4                                 | OR-4                        | OR-3                             | OR-3                                                             | OR-2                                                             | OR-2                                                             | OR-2                                                             | OR-2                                                             | OR-2                                                             | OR-2                                                         | OR-1                                                       |